# Trinity Blood
Trinity Blood (トリニティ・ブラッド) est une série de light novels écrite par Sunao Yoshida et illustrée par Shibamoto Thores, inspirés d'un personnage historique, Caterina Sforza et de l'ordre légendaire de la Rose-Croix. Elle est publiée entre 2001 et 2004 par Kadokawa Shoten et compte un total de douze tomes.
Une adaptation en manga dessinée par Kiyo Kūjō est publiée entre 2003 et 2018 dans le magazine Monthly Asuka et compte vingt-et-un tomes. Une adaptation en anime produite par le studio Gonzo est diffusée entre avril et octobre 2005 sur WOWOW au Japon.

## Synopsis
Il y a 500 ans, l'Armageddon a ravagé une grande partie de la Terre et opéré des modifications sur sa population. Dès lors, cet évènement a provoqué l'arrivée des "Méthuselah" (descendants de colons humains installés sur Mars, contaminés par un virus, et de la nanotechnologie leur conférant une force et une longévité supérieures à l'humain standard), ayant débarqué durant l'Armageddon, généralement appelés Vampires par les "Terrans" en raison de leurs similitudes avec ceux-ci, et l'apparition des Cyborgs (classe mineure des machines) créés à partir de la Lost Technology (la technologie actuelle).
À partir de là, les Méthuselah s'opposèrent aux Terrans (Humains) afin d'asseoir leur puissance sur ces derniers...
Afin de conserver le fragile équilibre instauré entre les Terrans et les Méthuselahs, le Vatican a créé une équipe d'intervention : l'AX. Cette organisation est composée de prêtres et de religieuses puissants et initiés aux techniques de combat.

## Protagonistes
Trinity Blood présente des personnages ayant plus ou moins existé tels que William Wordsworth, Václav Havel, Caterina Sforza ou encore de nombreuses références culturelles comme le fameux Peter Pan de James Matthew Barrie. Le nom du héros est tiré de la Genèse, l'Ancien Testament (Abel, l'un des enfants d'Adam et Eve).

### Les membres de l'AX
Abel Nightroad aka Abel Nightlord (アベル・ナイトロード)
Le héros de cette œuvre est Abel Nightroad, un prêtre du Vatican et frère de Caïn (Mein Herr' Contra Mundi, chef de l'organisation du Rozen Kreuz). Abel est régulièrement mandaté par Dame Catherine (qu'il connait depuis plus de 10 ans) pour effectuer des missions de la plus insignifiante à la plus dangereuse. Mais Abel, sous son sourire d'ange, cache un terrible secret : C'est un Krusnik (クルースニク) : Ceux-ci sont des évolutions de Vampires d'une terrible, extrême puissance. La transformation d'Abel en Krusnik est impressionnante : à 40 % de son pouvoir activé, ses yeux deviennent rouges, ses lèvres noires, ses canines s'allongent pour devenir comme celles des vampires et il fabrique une faux faite de sang matérialisé. À 80 %, deux ailes apparaissent et il peut créer de l'électricité. À 100 % sa peau devient noire et il est quasiment invincible. En effet, au lieu de se nourrir du sang des Terrans, les Krsnik se nourrissent du sang des Vampires eux-mêmes. Abel, au cours de ses différentes aventures, devra revêtir ce terrible masque afin d'étancher sa soif.
En tant que prêtre de l'AX, il se fait appeler Abel Nightroad, mais son vrai nom, Nightlord, le rattache à son frère, et pire ennemi, Caïn Nightlord.
Il a le mal des transports (surtout le bateau et la voiture).
Esther Blanchett (エステル・ブランシェ)
Esther n'apparaît que dans l'arc Reborn on The Mars.
Esther est une orpheline, abandonnée à son funeste destin dans une église en Hongrie. Celle-ci sera recueillie par la Mère supérieure de cette église (Évêque Laura Vitez) et suivra ainsi l'enseignement des Sœurs. Cependant, tous les religieux de l'église seront assassinés sur ordre du Marquis de Hongrie, Gyula Kadar, celui-ci fera ensuite bruler l'église. Rongée par la haine, elle exprimera sa vengeance via l'assassinat d'un général de Gyula. Esther rencontrera Abel alors qu'il est en mission, celle-là même qui consiste à stopper le complot que Gyulà a mis en place pour se venger des Terrans.
Esther possède sur la hanche droite une tache de naissance en forme d'étoile, qui est la marque de la dynastie des rois et reines d'Albion (la nouvelle Angleterre). Elle accède donc au pouvoir que détenait autrefois son père, prenant la place que convoitait Mary Spencer.
Tres Iqus (III-X en latin) (トレス・イクス)
Tres n'apparaît que dans l'arc Reborn on The Mars.
Tres est un cyborg dans genre de Terminator. Il est surnommé Gunslinger (Porte-flingue), et agit sur ordre express de Catherine. Il est quasiment invincible, et à l'aide de son "Genocide Mode", permet à Abel et Esther de se sortir des situations les plus embarrassantes. Il répond toujours <<négatif>> à la place de non, <<affirmatif>> à la place de oui, et dit toujours <<rapport des dégâts>> à la place de <<est-ce que tu vas bien?>>.
Leon Garcia de Asturias (レオン・ガルシア・デ・アストゥリアス)
Leon (aussi connu sous le nom de Dandelion) est détenu dans une prison. L'AX fait parfois appel à lui dans certaines missions pour sa spécialité de démolition et ses tactiques de combats. Il apprécie beaucoup Esther.
Hugues de Watteau
Hugues (aussi connu sous le nom de Sword Dancer) est un prêtre solitaire de l'AX, spécialiste des armes blanches (Il ne se sépare jamais du bâton dans lequel est cachée son épée favorite). Il a la force et la rapidité d'un vampire.Hugues est éternel et beaucoup de femmes le veulent comme amant
Vaclav Havel (Faith)
Vaclav est un homme très religieux et son visage ressemble à celui de Jésus. Il a l'habileté de se camoufler, grâce à un dispositif installé dans son corps. Il est l'un des amis les proches de Caterina Sforza. Ils ont collaboré pendant plus de 10 ans. Plus tard, il kidnappe le Pape pour ensuite se faire tuer par les forces du Vatican. Il s'est appelé <<non-croyant>> parce qu'il suppose qu'il aurait vu quelque chose qui lui a fait perdre sa foi en Dieu
William Walter Wordsworth (Professeur)
Il est professeur à l'Université de Rome. Père Wordsworth fabrique toujours des nouvelles inventions. Il a été partenaire de classe avec Isaak Fernand Von Kämpfer, un des membres de l'organisation Rozen Kreuz. Bien qu'il n’ait pas de pouvoir, il est l'un des êtres les plus intelligents de l'Europe et peut-être même du monde. Il fume toujours à la pipe.

### Le Vatican
Caterina Sforza (カテリーナ・スフォルツァ)
Caterina Sforza (alias Dame Caterina) est la fondatrice de l'AX. Elle est également la sœur du Pape dans l'univers de Trinity Blood. Celle-ci entretient une longue amitié avec Abel et ne se gênera pas pour lui confier les missions les plus périlleuses... car lui seul peut les accomplir.
Francesco di Medicis
Frère du Pape et de Caterina Sforza, sa haine contre les vampires est si forte qu'il veut tous les éliminer sans faire de différence. Il se chicane souvent contre sa sœur.
Le Pape Alexandre XVI
Il est le Pape de l'Église Catholique. Cet adolescent est toujours nerveux et a toujours peur. Il n'est jamais capable de prendre une décision par lui-même. Il n'est juste qu'un pantin contrôlé par Caterina Sforza et Francesco di Medici, son frère et sa sœur. Vers la fin des épisodes, il ouvre les yeux et reprend toute sa confiance.

### Les membres du Rozen Kreuz
Le Rozen Kreuz est une organisation terroriste composée de plusieurs vampires très puissants, dont un humain (Dietrich) et un krsnik (Caïn aussi connu sous le nom de Mein Herr' Contra Mundi mais aussi frère d'Abel Nightroad). Ils portent tous des vêtements noirs sauf Caïn. L'Organisation reste toujours dans l’ombre et manipule des gens ou des vampires pour faire les sales besognes pour eux. Leur but est probablement la domination du monde.
Dietrich Von Lohengrin (ディートリッヒ・フォン・ローエングリューン)
Marionnettiste membre du Rozen Kreuz. C'est un homme extrêmement beau. Il a l'apparence d'un ange mais le cœur d'un démon. Il a le pouvoir de contrôler les humains ainsi que les vampires, même si la personne est déjà morte. Il admet être le créateur des soldats de l'Ordre, des vampires réanimés par son pouvoir de marionnettiste. Vers la fin des épisodes, Caïn le tue parce qu'il a échoué dans sa mission d'arrêter un missile.
Isaak Fernand Von Kämpfer (イザーク・フェルナンド・フォン・ケンプファー)
Cet humain est l'inventeur de l'organisation du Rozen Kreuz. On l'appelle le Magicien. C'est à cause de lui que Caïn est un krsnik. Son pouvoir est de créer << un canon électromagnétique >>, l'Arche de Bélial. Cette attaque génère une massive sphère de lumière (comme un soleil) et lance une multitude de filaments d'énergies sur la personne. Mais son pouvoir le plus puissant est l'Épée de Belzébuth, grâce à laquelle il peut déchiqueter une personne en lançant des couteaux invisibles.
Radu Barvon, Baron de Louqsor
Vampire, noble de l'empire des Mathusalems (ou metuselah). L'un des meilleurs amis d'Ion Fortuna, il fut envoyé avec celui-ci au Vatican pour négocier. Mais il était contrôlé par le Marionnettiste (Dietrich Von Lohengrin) et travaillait donc pour le Rozen Kreuz. Sa mission était de tuer Ion Fortuna (mission à laquelle il échoua) mais plus tard il fut désigné pour assassiner Dame Catherine. Il a le pouvoir de créer des flammes bleues.
Caïn Nightroad
Caïn est le frère jumeaux du père Abel Nightroad (Caïn est l'aîné). Il est le krsink numéro 1. C'est à cause de Isaak Fernand Von Kämpfer qu'il est un krisnk, Seth lui injecte le nanonmachines krsnik (ou Crusnik) qui a sauvé sa vie, mais aussi le rendit fou.

### L'Empire
Astharoshe Asran
Une vampire, Noble de l'Empire, qui malgré elle se trouve obligée de s'allier avec l'AX pour effectuer des enquêtes sur les traîtres qui déshonorent la couronne impériale.
Ion Fortuna
Jeune vampire, soi-disant héritier de l'Impératrice. Noble de haut rang, il fait office de messager entre l'Empire et le Vatican. Il rencontrera Abel et Esther, et il tombera même amoureux de celle-ci changeant son opinion sur les humains.
Mirka Fortuna
Grand-mère de Ion, elle incarne l'Impératrice lors de ses sorties officielles, mais n'est en fait qu'une noble de haut-rang.
Seth Nightroad aka Augusta Vradicka
Elle se fait appeler Augusta Vradicka, et est la véritable impératrice des Mathusalems. Elle a l'apparence d'une gamine de 15 ans mais en vérité est une Krsnik, sœur d'Abel et Cain et a plus de 900 ans. Elle s'est inscrite en fac de médecine sous le nom de Seth et se fait passer pour une simple petite prodige.

## Light novel
La série est écrite par Sunao Yoshida avec des illustrations de Shibamoto Thores. Elle est publiée entre février 2001 et décembre 2004 au Japon par Kadokawa Shoten. La série est composée de deux arcs, Rage Against the Moons et Reborn on The Mars, de six tomes chacun,,,.
Les deux premiers tomes ont été publiés par Hachette en version française en 2008.

## Manga
L'adaptation en manga dessinée par Kiyo Kūjō est prépubliée entre 2003 et 2018 dans le magazine Monthly Asuka de l'éditeur Kadokawa Shoten. Le premier volume relié est publié le 17 mars 2004 et vingt tomes sont commercialisés au 24 avril 2017. La version française est publiée par Kana depuis octobre 2008.

## Anime

### Fiche technique
- Réalisateur : Tomohiro Hirata
- Studio d'animation : Gonzo
- Chara-design : Atsuko Nakajima, d'après les illustrations originales de Shibamoto Thores
- Musique : Takahito Eguchi
- Thème d'ouverture: Dress (BLOODY TRINITY MIX) par BUCK-TICK
- Thème de fin : Broken Wings par Tomoko Tane
- Nombre d'épisodes : 24
- Première diffusion : 28 avril au 27 octobre 2005 sur WOWOW
- Licence :
  -  : Déclic Images
  -  : FUNimation

### Liste des épisodes
1. Flight Night (28/04/2005)
2. Witch Hunt (05/05/2005)
3. The Star of Sorrow - I. City of Blood (12/05/2005)
4. The Star of Sorrow - II. Hunters' Banquet (19/05/2005)
5. Yesterday, Today and Tomorrow (26/05/2005)
6. Sword Dancer (09/06/2005)
7. Never Land (16/06/2005)
8. Silent Noise (23/06/2005)
9. Overcount - I. The Belfry of Downfall (30/06/2005)
10. Overcount - II. Lucifer's Choice (07/07/2005)
11. From the Empire (14/07/2005)
12. The Iblis - I. Evening Visitors (21/07/2005)
13. The Iblis - II. Betrayal Blaze (28/07/2005)
14. The Iblis - III. A Mark of Sinner (04/08/2005)
15. The Night Lords - I. The Return of Envoy (11/08/2005)
16. The Night Lords - II. Twilight of the Capital (18/08/2005)
17. The Night Lords - III. The Island of Her Darling Children (25/08/2005)
18. The Night Lords - IV. The Palace of Jade (15/09/2005)
19. The Night Lords - V. A Start of Pilgrimage (22/09/2005)
20. The Throne Of Roses - I. Kingdom of the North (29/09/2005)
21. The Throne Of Roses - II. The Refuge (06/10/2005)
22. The Throne Of Roses - III. Lord of Abyss (13/10/2005)
23. The Crown of Thorns - I. City in the Myst (20/10/2005)
24. The Crown of Thorns - II. The Road of Oath (27/10/2005)